# Antonio Ghiardello
Antonio Ghiardello (Santa Margherita Ligure, 21 de abril de 1898-Roma, 4 de enero de 1992) fue un deportista italiano que compitió en remo.
Participó en dos Juegos Olímpicos de Verano en los años 1932 y 1936, obteniendo una medalla de bronce en Los Ángeles 1932 en la prueba de cuatro sin timonel. Ganó cuatro medallas en el Campeonato Europeo de Remo entre los años 1926 y 1934.

## Palmarés internacional
| Juegos Olímpicos   | Juegos Olímpicos             | Juegos Olímpicos  | Juegos Olímpicos   |
| Año                | Lugar                        | Medalla           | Prueba             |
| ------------------ | ---------------------------- | ----------------- | ------------------ |
| 1932               | Los Ángeles (Estados Unidos) | Medalla de bronce | Cuatro sin timonel |
| Campeonato Europeo |                              |                   |                    |
| Año                | Lugar                        | Medalla           | Prueba             |
| 1926               | Lucerna (Suiza)              | Medalla de oro    | Cuatro con timonel |
| 1927               | Como (Italia)                | Medalla de oro    | Cuatro con timonel |
| 1931               | París (Francia)              | Medalla de oro    | Cuatro con timonel |
| 1934               | Lucerna (Suiza)              | Medalla de bronce | Ocho con timonel   |